# Port-en-Bessin-Huppain
Port-en-Bessin-Huppain település Franciaországban, Calvados megyében. Lakosainak száma 1888 fő (2022. január 1.). Port-en-Bessin-Huppain Commes, Étréham, Maisons és Aure sur Mer községekkel határos.

## Népesség
A település népességének változása:
| Lakosok száma | 1891 | 2332 | 2308 | 1958 | 1995 | 1952 | 1942 | 1938 | 1921 | 1888 |
|               | 1968 | 1982 | 1990 | 2006 | 2013 | 2015 | 2017 | 2019 | 2020 | 2022 |